# Federação Argelina de Futebol
A Federação Argelina de Futebol (em árabe: الاتحادية الجزائرية لكرة القدم; em francês: Fédération algérienne de football, ou FAF) é o órgão dirigente do futebol na Argélia. Ela é um federação afiliada à CAF, UAFA, UNAF e à FIFA. Ela é a responsável pela organização dos campeonatos disputados no país, bem como da Seleção Nacional.